# Hannah Montana Forever
„Hannah Montana Forever” (Hannah Montana Pentru Totdeauna) este cel de al cincilea album studio/coloană sonoră lansată de Miley Cyrus sub pseudonimul Hannah Montana. Va servi ca principala bandă sonoră pentru ultimul sezon din Hannah Montana. Va fi lansat pe 15 octombrie 2010, în Statele Unite, urmând să fie lansat în România după luna noiembrie. 
Principalul single al albumului este „Ordinary Girl”, dar alte piese au mai fost lansate promoțional, printre care: „I'm Still Good”, „Que Sera”, „Are You Ready?” și „Gonna Get This” (colaborare cu Iyaz). Urmează să fie lansate și „I Will Always Remember You”, „Barefoot Cinderella”, „Need A Little Love” (cu Sheryl Crow) și tema muzicală a ultimului episod - „Wherever I Go” (duet cu Emily Osment). 
Până acum s-au filmat videoclipuri la „Ordinary Girl”, „Still Good”, „Que Sera” și „Been Here All Along”. Singura piesă care a intrat în Billboard Hot 100 este „Ordinary Girl”, pe locul 91.

## Compoziția
„Hannah Montana Forever” acoperă o gamă largă de stiluri muzicale, de la balade încete la sunete pop zgomotoase, cu note înalte. „Gonna Get This” are influențe de sintetizator și de muzică carabiană. Balada „Ordinary Girl” este un cântec pop care evidențiază maturizarea vocii lui Cyrus. „Are You Ready” este un cântec up-beat, de club, diferit de restul înregistrărilor Montanei, din 2006. „Need a Little Love” este un omagiu dus relației lui Cyrus cu tatăl ei, „Been Here All Along” vorbește despre iubirea pentru cineva aflat la sute de kilometri distanță. „Barefoot Cinderella” este, în viziunea criticilor, o explozie de muzică pop.

## Ordinea pieselor pe disc
1. „Gonna Get This”
2. „Que Sera”
3. „Ordinary Girl”
4. „Kiss It Goodbye”
5. „I Will Always Remember You”
6. „Need A Little Love”
7. „Are You Ready”
8. „Love That Lets Go”
9. „I'm Still Good”
10. „Been Here All Along”
11. „Barefoot Cinderella”
12. BONUS: „Wherever I Go”

- Sursa:[3]

## Piese promovate
| Piesa            | Clasamentul       | Poziția maximă |
| ---------------- | ----------------- | -------------- |
| „Ordinary Girl”  | Billboard Hot 100 | 91             |
| „Gonna Get This” | Radio Disney      | 21             |

1. ↑  „'Hannah Montana Forever' Soundtrack From Walt Disney Records Arrives at Retailers October 19” (Press release). Walt Disney Records. Accesat în 1 octombrie 2010.
2. ↑  Anderson, Sara D. (8 iulie 2010). „Hannah Montana, 'Ordinary Girl' -- New Song”. AOL. Time Warner. Arhivat din original la 10 iulie 2010. Accesat în 9 septembrie 2010.
3. ↑  „allmusic {{{Hannah Montana Forever > Overview}}}”. Allmusic. Rovi Corporation. Accesat în 19 septembrie 2010.
4. ↑  „Ordinary Girl - Hannah Montana”. Billboard. Nielsen Business Media, Inc. Accesat în 10 septembrie 2010.